# Terlet (Gelderland)
Terlet is een gehucht in de Nederlandse provincie Gelderland dat deels in de gemeente Arnhem en deels in de gemeente Rozendaal ligt. Het huidige Terlet is een overblijfsel van het oorspronkelijk bewoonde gehucht Terlet en ligt op de Veluwe dicht bij de snelweg A50.
Van het oorspronkelijke gehucht, zijn nog twee panden aanwezig. In de oorsprong was er Terlet 1 (klein Terlet), Terlet 2 (Groot Terlet) en Terlet 3, 4 en 5. Van Terlet 3 is de tot recreatiewoning verbouwde schuur van de boerderij over. Terlet 4 is het enige overgebleven oorspronkelijke boerderijtje.
Terlet is bekend vanwege het zweefvliegveld, genaamd Vliegveld Terlet. Dit vliegveld is in beheer van de Stichting Nationaal Zweefvliegcentrum Terlet.
Terlet heeft zijn naam gegeven aan het in 1988 in gebruik genomen wildwissel over de A50. Deze verbindt twee gebieden van Natuurmonumenten met elkaar, te weten Nationaal park Veluwezoom en het Deelerwoud.

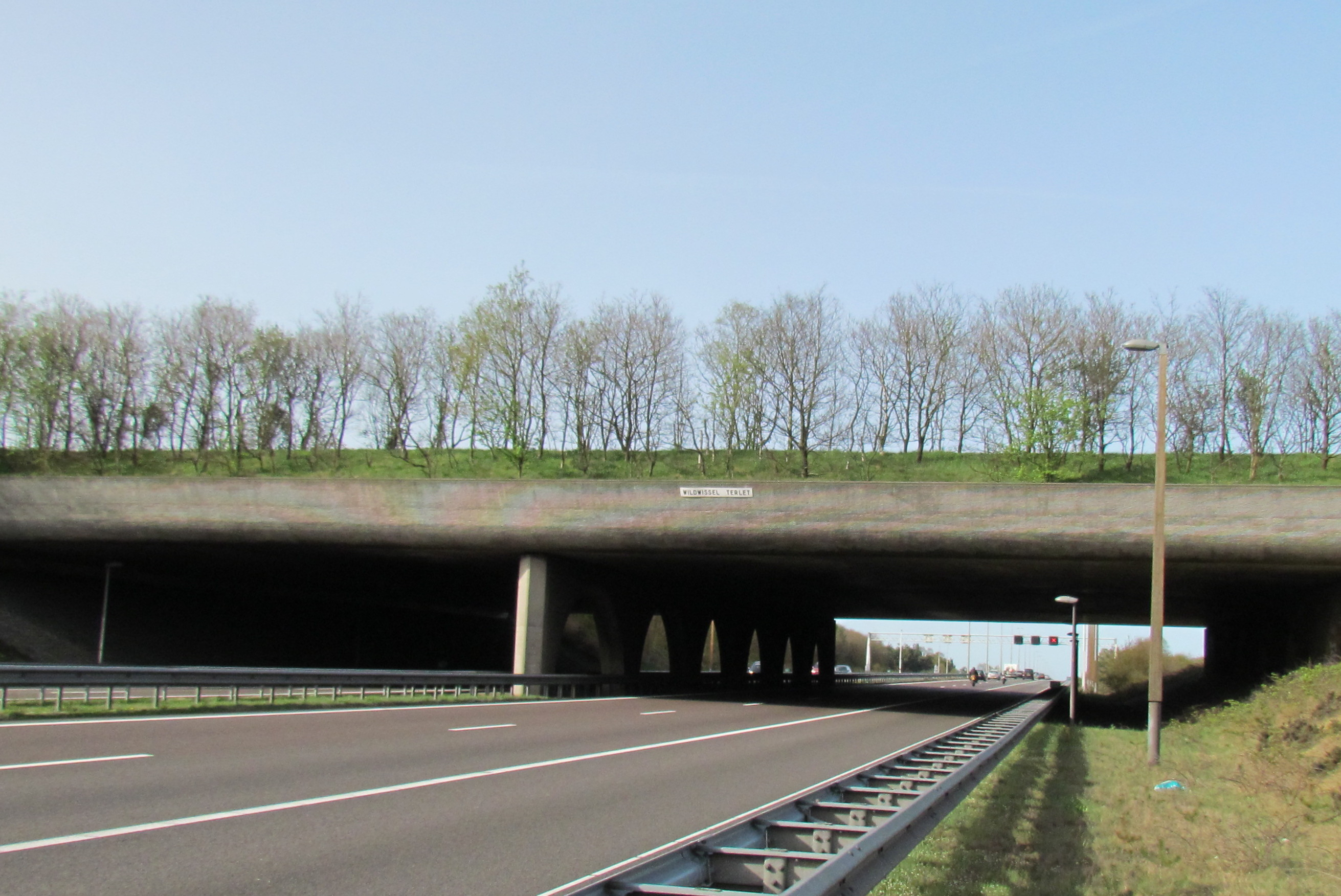
Wildwissel Terlet

Stad: Arnhem      Dorpen: Elden · Schaarsbergen

Buurtschappen: De Praets · 't Vlot · Terlet (deels)
Dorp: Rozendaal      Buurtschappen: Imbosch · Terlet (deels)

Gelderland: Steden en dorpen in Gelderland      Nederland: Provincies · Gemeenten